# Хоторнский эффект
Хо́торнский эффе́кт (англ. Hawthorne effect) — это условия, в которых новизна, интерес к эксперименту или повышенное внимание к нововведению приводят к искажённому, зачастую благоприятному результату. Участники эксперимента действуют иначе, более усердно, чем обычно, только благодаря осознанию того, что они причастны к эксперименту. В результате эксперимента было доказано, что изменение условий социально-психологического климата оказывает бо́льшее влияние на производительность, чем многие технические аспекты производственного процесса.

## Хоторнский эксперимент

### Ход исследований
Хоторнский эксперимент включает ряд социально-психологических экспериментов, проведённых (1924—1932) группой учёных во главе с Элтоном Мейо на фабрике «Вестерн Электрик» в США. Главной задачей было выявление зависимости между физическими условиями работы и производительностью труда.

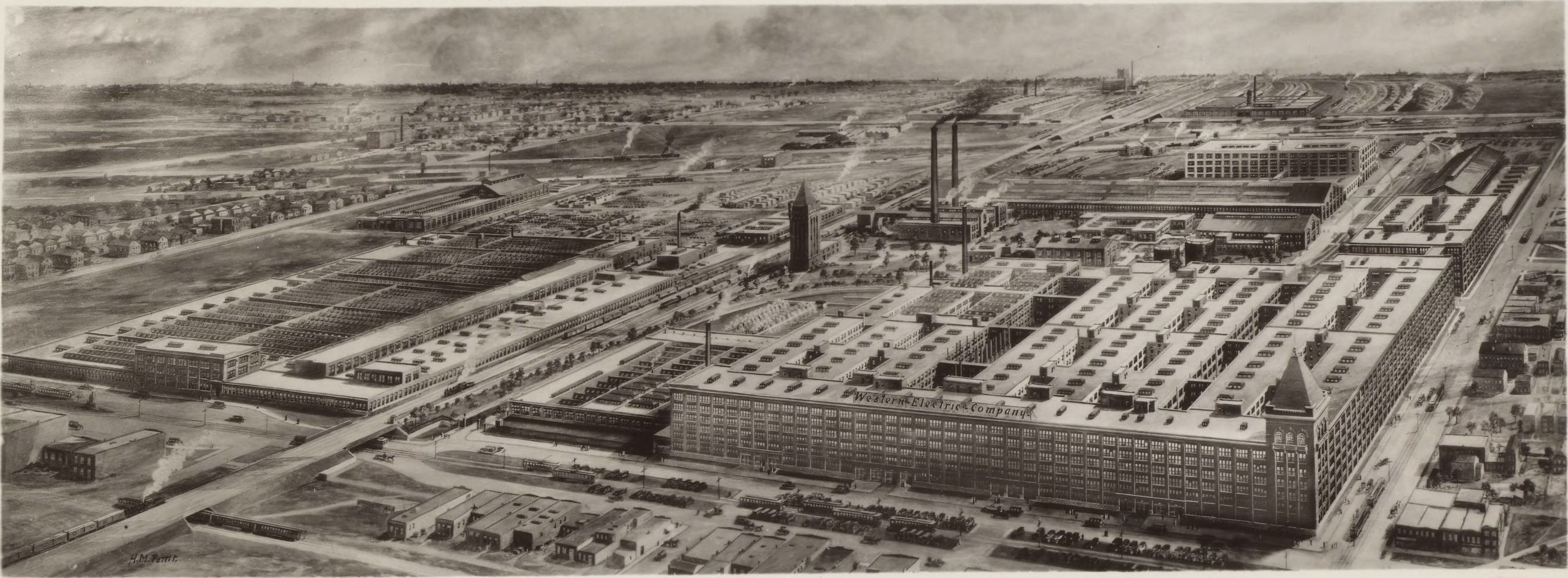
Завод Western Electric в Хоторне в 1925 году

Компания Вестерн Электрик столкнулась с фактом понижения производительности труда сборщиц реле. Длительные исследования не привели к удовлетворительному объяснению причин. Тогда в 1928 году был приглашён Мейо, который и поставил свой эксперимент, первоначально имеющий целью выяснить влияние на производительность труда такого фактора, как освещённость рабочего помещения. Эксперименты в Хоторне в общей сложности длились с 1924 по 1932 год, в них чётко обозначены различные этапы, но здесь воспроизведена лишь основная схема эксперимента. В выделенных Мейо экспериментальной и контрольной группах были введены различные условия труда: в экспериментальной группе освещённость увеличивалась и отмечался рост производительности труда, в контрольной группе при неизменной освещённости производительность труда не росла. На следующем этапе новый прирост освещённости в экспериментальной группе дал новый рост производительности труда; но вдруг и в контрольной группе — при неизменной освещённости — производительность труда также возросла. На третьем этапе в экспериментальной группе были отменены улучшения освещённости, а производительность труда продолжала расти; то же произошло на этом этапе и в контрольной группе.
Эти неожиданные результаты заставили Мейо модифицировать эксперимент и провести ещё несколько добавочных исследований: теперь изменялась уже не только освещённость, но значительно более широкий круг условий труда (помещение шести работниц в отдельную комнату, улучшение системы оплаты труда, введение дополнительных перерывов, двух выходных в неделю и так далее). При введении всех этих новшеств производительность труда повышалась, но, когда по условиям эксперимента нововведения были отменены, она, хотя и несколько снизилась, осталась на уровне более высоком, чем первоначальный.
Мейо предположил, что в эксперименте проявляет себя ещё какая-то переменная, и посчитал такой переменной сам факт участия работниц в эксперименте: осознание важности происходящего, своего участия в каком-то мероприятии, внимания к себе привело к большему включению в производственный процесс и росту производительности труда, даже в тех случаях, когда отсутствовали объективные улучшения. Мейо истолковал это как проявление особого чувства социабильности — потребности ощущать себя «принадлежащим» к какой-то группе. Второй линией интерпретации явилась идея о существовании внутри рабочих бригад особых неформальных отношений, которые как раз и обозначились, как только было проявлено внимание к нуждам работниц, к их личной «судьбе» в ходе производственного процесса. Мейо сделал вывод не только о наличии наряду с формальной ещё и неформальной структуры в бригадах, но и о значении последней, в частности о возможности использования её как фактора воздействия на бригаду в интересах компании. Не случайно впоследствии именно на основании рекомендаций, полученных в Хоторнском эксперименте, возникла особая доктрина «человеческих отношений», превратившаяся в официальную программу управления и преподаваемая ныне в качестве учебной дисциплины во всех школах бизнеса.
Что же касается теоретического значения открытий Мейо, то оно состоит в получении нового факта — существования в малой группе двух типов структур, открывшего широкую перспективу для исследований. После Хоторнских экспериментов возникло целое направление в исследовании малых групп, связанное преимущественно с анализом каждого из двух типов групповых структур, выявления соотносительного значения каждого из них в системе управления группой.

### Резюме исследований
1. Социальные отношения, складывающиеся в индустриальном производстве, нельзя рассматривать как нечто «чуждое» рабочему, препятствующее его человеческому развитию в обществе, то есть рассматривать их исключительно в аспекте концепции «отчуждения». Наоборот, социальная жизнь трудящегося в сфере крупного индустриального производства получает свою содержательную структуру и значимость именно в его профессиональной сфере и на её основе.
2. Индустриальный труд — это всегда групповая деятельность, исключающая традиционно индивидуалистическое представление о рабочем как «эгоисте», преследующем только свои корыстные цели. Причём те группы, в которых социальная жизнь рабочего протекает самым непосредственным образом, являются «неформальными», и определяют они не только трудовой ритм работы их членов, но также оценку каждым из них всего окружения, формы поведения и характер исполнения производственных задач.
3. Позиция отдельного рабочего в социальной структуре предприятия, характеризующая его общественный престиж и статус, удовлетворяет его потребности в гарантированности своего существования, по крайней мере, столь же серьёзно, как и размер заработной платы; а с точки зрения социальной жизни рабочих она имеет скорее даже большее значение, чем зарплата.
4. Восприятие отдельным рабочим условий своего собственного труда, его «самочувствие» в производственном процессе, многое (если не всё) из того, что относится к «психофизике индустриального труда», следует оценивать не как «факт», а как «симптом», то есть не в качестве свидетельства о фактическом состоянии условий индивидуальной трудовой деятельности, а в качестве показателя его индивидуально-психологической или социальной ситуации на производстве, и прежде всего — опять-таки — в производственном коллективе.

### Критика хоторнского эксперимента
Как указывает критик данного исследования Стэнли Милгрэм, производительность рабочих повысилась вовсе не из-за причастности к эксперименту. Он считает, что в психологах рабочие видели шпионов руководства компании, планирующего сокращение штатов. Поэтому бытует мнение, что открытый Мейо эффект — не объективно существующее явление, а полученные случайным образом экспериментальные данные.

## Хоторнский эффект
Внимательное изучение итогов эксперимента позволяет дать несколько альтернативных объяснений полученных результатов.
- При описании данного исследования подчёркивается, что женщины были в восторге от работы в специальной комнате для тестирования. В действительности же, двух из пяти отобранных сначала сборщиц пришлось удалить из комнаты за отказ подчиняться и низкие результаты. Про одну сборщицу сказали, что она «примкнула к большевикам», и её тоже сняли с эксперимента. Одна из двух новых женщин имела выдающиеся способности и быстро стала лидером группы. Очевидно, её выбрали в группу потому, что она была самой быстрой сборщицей реле. Её участие сильно повлияло на повышение производительности труда.
- Возникает проблема с интерпретацией данных о сборке реле. В «12-м периоде» производительность труда фиксировалась каждую неделю, а не каждый час, при этом рабочие трудились на 6 часов в неделю больше, чем в предыдущий тестовый период. Если бы учитывалась выработка реле в час, то было бы отмечено небольшое снижение продуктивности.
- Также очевидно, что женщины были рассержены тяжёлыми условиями труда, но боялись жаловаться, так как иначе их могли удалить из тестовой комнаты и они лишились бы премии.
- Возможно, что в хоторнских экспериментах рост производительности труда был вызван учётом результатов и вознаграждением высокой продуктивности.